# Eublemma costifascia
Eublemma costifascia is een vlinder uit de familie van de spinneruilen (Erebidae). De wetenschappelijke naam van deze soort werd voor het eerst voorgesteld als Smicroloba costifascia door James John Joicey en George Talbot in een publicatie uit 1916.
De soort komt voor in Indonesië (West-Papoea).